# Torskemund (Chaenorhinum)
 For alternative betydninger, se Torskemund. (Se også artikler, som begynder med Torskemund)
Torskemund (Chaenorhinum) er en slægt af planter, der består af omkring 21 arter, hvoraf en enkelt findes vildtvoksende i Danmark. Også slægterne Kickxia, Cymbalaria og Linaria kaldes for Torskemund.

## Arter
Den danske art i slægten:
- Liden Torskemund (Chaenorhinum minus)